# Ukrán Miniszteri Kabinet

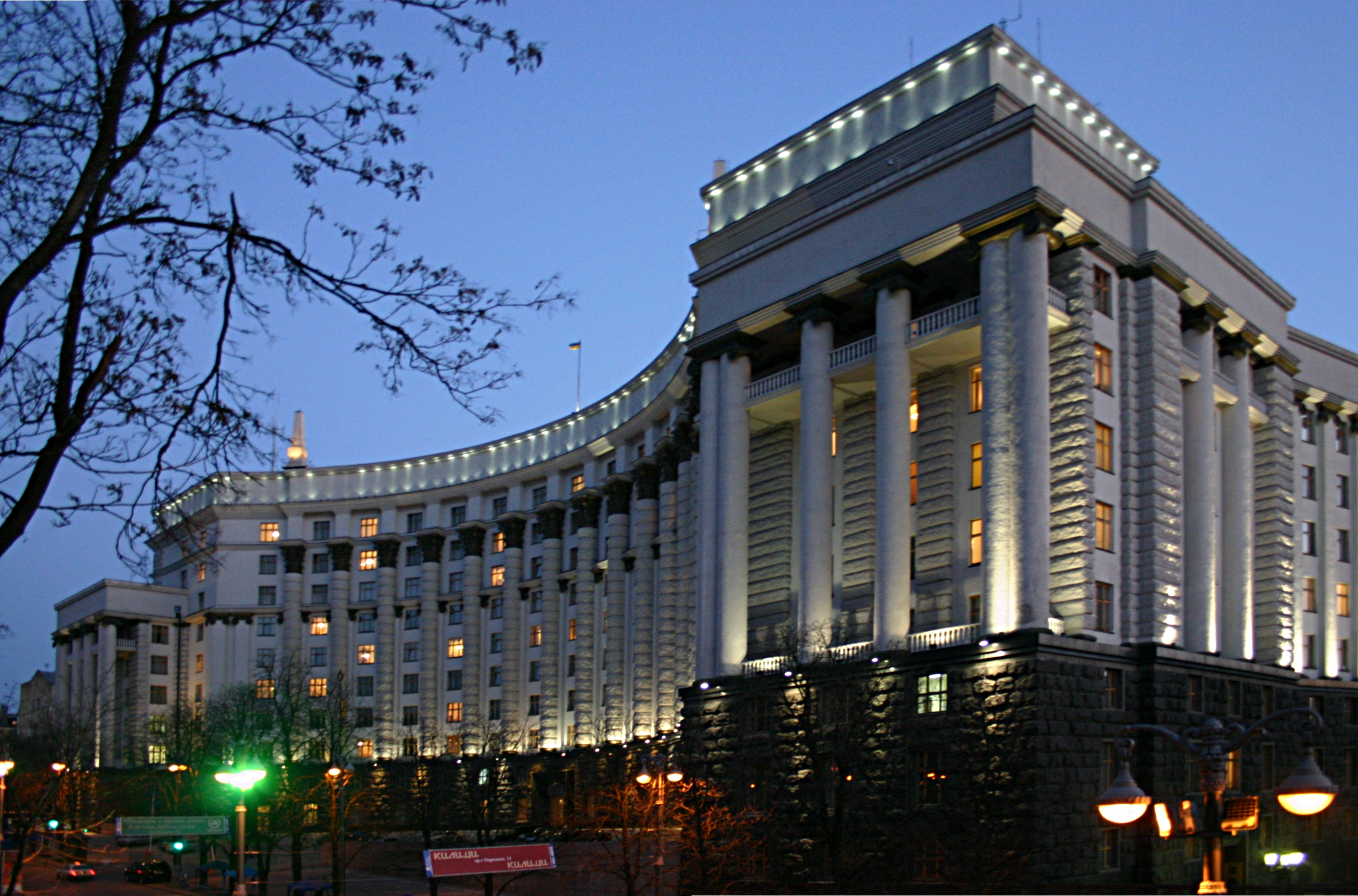
Az Ukrán Miniszteri Kabinet épülete Kijevben

Az Ukrán Miniszteri Kabinet, rövidítve KMU (ukránul: КМУ – Кабінет Міністрів України / Kabinet Minyisztriv Ukrajini) az ukrajnai végrehajtó hatalom legfelsőbb, központi szerve (kormánya). Felelős Ukrajna elnökének, tevékenységét az Ukrán Legfelsőbb Tanács (parlament) ellenőrzi. Élén a miniszterelnök áll, tagjai az első miniszterelnök-helyettes, a miniszterelnök-helyettesek, valamint a szakminiszterek.

## Összetétele

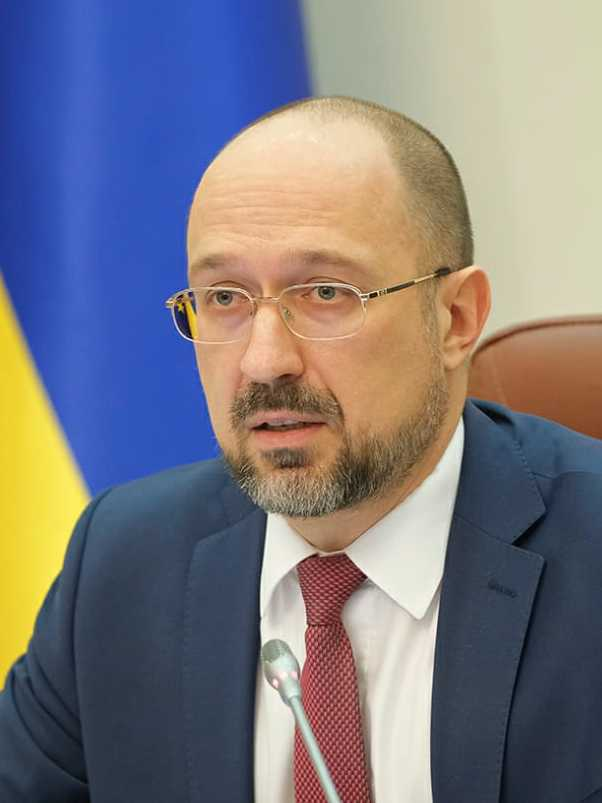
Denisz Smihal, Ukrajna miniszterelnöke 2020-tól

A 2020. március 4-én hivatalba lépett Smihal-kormány aktuális összetétele:
| Miniszteri tárca                                                          | Személy                 | Párttagság       |
| ------------------------------------------------------------------------- | ----------------------- | ---------------- |
| Miniszterelnök                                                            | Denisz Smihal           | –                |
| Első miniszterelnök-helyettes, gazdasági miniszter                        | Julija Szviridenko      | –                |
| Európai integrációs ügyekért felelős miniszterelnök-helyettes             | Olha Sztefanyisina      | NSZ              |
| Miniszterelnök-helyettes, terület- és infrastruktúrafejlesztési miniszter | Olekszandr Kurbakov     | –                |
| Miniszterelnök-helyettes, digitális átmenetért felelős miniszter          | Mihajlo Fedorov         | –                |
| Pénzügyminiszter                                                          | Szerhij Marcsenko       | –                |
| Kabinetminiszter                                                          | Oleh Nemcsinov          | –                |
| Védelmi miniszter                                                         | Rusztem Umjerov         | – (elnöki kvóta) |
| Külügyminiszter                                                           | Dmitro Kuleba           | – (elnöki kvóta) |
| Belügyminiszter                                                           | Ihor Klimenko           | –                |
| Igazságügyminiszter                                                       | Denisz Maljuszka        | NSZ              |
| Ideiglenesen megszállt területek reintegrációjáért felelős miniszter      | Irina Verescsuk         | –                |
| Stratégiai ipari ágazatokért felelős miniszter                            | Olakszandr Kamisin      | –                |
| Szociálpolitikai miniszter                                                | Okszana Zsolovics       | NSZ              |
| Környezetvédelmi és természeti erőforrások minisztere                     | Ruszlan Sztrilec        | –                |
| Agrárpolitikai és élelmezésügyi miniszter                                 | Mikola Szolszkij        | NSZ              |
| Kulturális és információpolitikai miniszter                               | Rosztiszlav Karangyejev | NSZ              |
| Oktatási és tudományügyi miniszter                                        | Okeszen Liszovij        | –                |
| Ifjúság- és sportügyi miniszter                                           | Matvij Bidnij           | NSZ              |
| Kulturális miniszter                                                      | Jevhen Niscsuk          | BPP              |
| Energetikai miniszter                                                     | Herman Haluscsenko      | –                |
| Egészségügyi miniszter                                                    | Viktor Ljasko           | –                |
| Veteránügyi miniszter                                                     | Olakszandr Porhun       | –                |

## Külső hivatkozások
- Az Ukrán Miniszteri Kabinet honlapja